# Una scommessa in fumo
Una scommessa in fumo (Cold Turkey) è un film statunitense del 1971 diretto da Norman Lear.

## Trama
Una intera cittadina statunitense dello Iowa prova a smettere di fumare per un mese al fine di ottenere una vincita di 25 milioni di dollari messa in palio dalla Valiant Tobacco Company, una società produttrice di sigarette. L'iniziativa, opera di Merwin Wren, rientra nella gestione del marketing dell'azienda.

## Produzione
Il film fu prodotto da Tandem Productions e DFI e diretto da Norman Lear, girato a Des Moines, Greenfield, Orient e Winterset nello Iowa. Il film è stato diretto, co-prodotto e co-scritto da Norman Lear e si basa sul romanzo I'm Giving Them Up for Good di Margaret e Neil Rau. Il film fu realizzato nel 1969, ma rimase accantonato per due anni perché il distributore non era convinto dei potenziali risultati al box-office.

## Distribuzione
Il film fu distribuito negli Stati Uniti nel 1971 dalla United Artists  al cinema, su VHS e LaserDisc nel 1993 e dalla MGM Home Entertainment in DVD nel 2010.
Alcune delle uscite internazionali sono state:
- negli Stati Uniti il 19 febbraio 1971 (Cold Turkey)
- in Francia l'8 settembre 1971
- in Italia il 4 dicembre 1971 (Una scommessa in fumo)
- in Svezia il 19 giugno 1972 (Operation fimpa)
- ad Hong Kong il 31 agosto 1972
- in Ungheria il 10 maggio 1973 (Hideg pulyka)
- in Germania il 18 gennaio 2001 (Der 25 Millionen Dollar Preis, in prima TV)
- in Spagna (Un mes de abstinencia)
- in Finlandia (Uskomaton tupakkalakko)
- in Grecia (Ekato tropoi gia na kopsete to kapnisma)

## Promozione
Le tagline sono:
- "What happens when an evil tobacco company offers $25,000,000 to an entire town to stop smoking for thirty days? What happens when 4,006 heavy smokers from Eagle Rock, Iowa take up the challenge?".
- "See the hilarious BATTLE OF THE BUTT!".